# Klütz
Klütz [klyːt͡s] ist eine Stadt im Norden des Landkreises Nordwestmecklenburg in Mecklenburg-Vorpommern (Deutschland). Sie ist Sitz des Amtes Klützer Winkel, dem weitere fünf Gemeinden angehören. Die Stadt ist Teil der Metropolregion Hamburg und zudem für ihre Umgebung ein Grundzentrum.

## Geografie

### Geografische Lage
Klütz ist das Zentrum der Region Klützer Winkel zwischen Lübeck und Wismar in der Nähe des Heilbades Boltenhagen.

### Stadtgliederung
Zur Stadt Klütz gehören folgende Ortsteile:
|                                      |                                        |                                       |                                             |
| - Klütz - Arpshagen - Christinenfeld | - Goldbeck - Grundshagen - Hofzumfelde | - Kühlenstein - Niederklütz - Oberhof | - Steinbeck - Tarnewitzerhagen - Wohlenberg |

## Geschichte

### Name
Der Name Klütz stammt vom altpolabischen Substantiv kľuč (deutsch: Quelle). Von der silva cliuz, also vom Wald bei Klütz, ist 1188 die Rede. Clutse, Clutze (1237), Cluthze, Klutze (1267) und Cluze (1273) heißt es dann im 13. Jahrhundert, woraus dann das Klütz heutiger Tage wurde.

### Frühe Geschichte
Schon während der Jungsteinzeit und der Bronzezeit wurde um Klütz gesiedelt; bis zur Völkerwanderung waren es Germanen, dann slawische Stämme und ab der Mitte des 12. Jahrhunderts deutsche Siedler. Das Waldgebiet wurde bereits 1188 als silva cliuz, der Ort und die Kirchgemeinde 1230 im Ratzeburger Zehntregister erwähnt, das die damals zum Bistum Ratzeburg gehörenden Ortschaften geordnet nach Kirchspielen auflistet. Klütz befand sich im Mittelalter unter mecklenburgischer Landesherrschaft. Der Flecken war wirtschaftlicher Mittelpunkt eines landwirtschaftlich genutzten Gebietes.
Mit dem Bau der gotischen dreischiffigen Stadtkirche St. Marien wurde in der Mitte des 13. Jahrhunderts begonnen. Der quadratische Turm folgte im 14. Jahrhundert. Das Gewölbe im Langhaus musste ab 1701 ersetzt werden.
Rittergeschlechter im Klützer Winkel
Vom 14. bis zum Anfang des 18. Jahrhunderts herrschten die Ritter von Plessen im Klützer Winkel. Hans Caspar von Bothmer kaufte dann weite Teile des Klützer Winkels und hatte einen Grundbesitz von etwa 7000 Hektar. Das barocke Schloss der Grafen von Bothmer wurde von 1726 bis 1732 nach englischen und niederländischen Vorbildern und Plänen von Johann Friedrich Künnecke errichtet. Die 11,7 Hektar große Schlossanlage mit der 250 Jahre alten Festonallee aus spalierartig gezogenen und beschnittenen Linden wurde zum Wahrzeichen der Stadt. Handwerk und Handel blühten auf, und von 1713 bis 1924 besaß im Gebiet nur Klütz die Marktgerechtigkeit. Seit etwa 1660 hat der Markttag am ersten Donnerstag im Oktober eine besondere Bedeutung.

### 19. und 20. Jahrhundert
1873/74 wurde die erste feste Straße nach Grevesmühlen gebaut. 1872 wurde das Modehaus Ramelow in Klütz gegründet. 1905 wurde die Bahnstrecke Grevesmühlen–Klütz eröffnet. Am 1. April 1938 erhielt Klütz das Stadtrecht und war mit rund 1.300 Einwohnern die kleinste Stadt Mecklenburgs.
Kurz vor Ende des Zweiten Weltkrieges besetzten britische Truppen Anfang Mai 1945 die Stadt und übergaben sie Ende Juli an die Rote Armee. Die Einwohnerzahl verdoppelte sich durch den Zuzug von Flüchtlingen und Vertriebenen aus den deutschen Ostgebieten. Von 1952 bis 1994 gehörte Klütz zum Kreis Grevesmühlen (bis 1990 im DDR-Bezirk Rostock, 1990–1994 im Land Mecklenburg-Vorpommern). Seit 1994 liegt die Stadt im Landkreis Nordwestmecklenburg.
Nach der politischen Wende 1991 wurde das kleine Stadtzentrum im Rahmen der Städtebauförderung grundlegend saniert.

### Eingemeindungen
Am 1. Juli 1950 wurden die bis dahin selbständigen Gemeinden Goldbeck, Grundshagen und Tarnewitzerhagen eingegliedert. In den 1950er Jahren wurden die Ortsteile Niederklütz, Steinbeck, Kühlenstein, Arpshagen, Hofzumfelde, Christinenfeld, Eulenkrug, Oberhof und Wohlenberg angeschlossen.

## Bevölkerung
| Jahr | Einwohner |
| ---- | --------- |
| 1990 | 3522      |
| 1995 | 3358      |
| 2000 | 3275      |
| 2005 | 3182      |
| 2010 | 3066      |
| 2015 | 3095      |

| Jahr | Einwohner |
| ---- | --------- |
| 2020 | 3082      |
| 2021 | 3067      |
| 2022 | 3153      |
| 2023 | 3128      |

Stand: 31. Dezember des jeweiligen Jahres

## Politik

### Stadtvertretung
Die Stadtvertretung von Klütz besteht aus 14 Mitgliedern. Die Kommunalwahl am 9. Juni 2024 führte bei einer Wahlbeteiligung von 62,7 % zu folgendem Ergebnis:
| Partei / Wählergruppe                | Stimmenanteil 2019 | Sitze 2019 |  | Stimmenanteil 2024 | Sitze 2024 |
| ------------------------------------ | ------------------ | ---------- |  | ------------------ | ---------- |
| Vereine für Klütz (VfK)              | –                  | –          |  | 39,2 %             | 5          |
| Unabhängige Wählergemeinschaft (UWG) | 41,7 %             | 6          |  | 34,5 %             | 5          |
| CDU                                  | 28,2 %             | 4          |  | 11,8 %             | 2          |
| SPD                                  | 11,9 %             | 2          |  | 08,7 %             | 1          |
| Die Linke                            | 09,2 %             | 1          |  | 05,8 %             | 1          |
| Einzelbewerber Alexander Marx        | 08,1 %             | 1          |  | –                  |            |
| Einzelbewerber Torben Menck          | 00,9 %             | –          |  | –                  |            |
| Insgesamt                            | 100 %              | 14         |  | 100 %              | 14         |

### Bürgermeister
- 2014–2019: Guntram Jung (CDU)
- seit 2019: Jürgen Mevius (Unabhängige Wählergemeinschaft)

Mevius wurde in der Bürgermeisterwahl am 26. Mai 2019 mit 63,8 % der gültigen Stimmen gewählt. Er wurde am 9. Juni 2024 ohne Gegenkandidat mit 78,7 % der gültigen Stimmen in seinem Amt bestätigt. Seine Amtsdauer beträgt fünf Jahre.

### Wappen
| Wappen der Stadt Klütz | Blasonierung: „In Grün eine silberne Eule auf zwei schräg gekreuzten, seitlich gebogenen, vierblättrigen goldenen Lindenzweigen sitzend, darüber zwei schräg gekreuzte dreiblättrige goldene Lindenzweige.“ |
| Wappen der Stadt Klütz | Wappenbegründung: In dem 1997 neu gefassten Wappen verweist die Eule auf das „Uhlennest“, wie die Stadt ihrer vielen Eulen wegen seit dem vorigen Jh. auch bezeichnet wird. Die Lindenzweige stehen zum einen für die das Schloss und den Park Bothmer umgebenden Lindenalleen, zum anderen für den umfangreichen Laubwald im Stadtgebiet. Da nach den neuesten sprachwissenschaftlichen Erkenntnissen der aus dem Slawischen stammende Ortsname nicht Schlüssel, sondern Quelle bedeutet, musste bei der Neugestaltung des Wappens auf ein Schlüsselsymbol verzichtet werden. Das Wappen wurde von dem Weimarer Heraldiker Michael Zapfe gestaltet. Es wurde am 2. April 1997 durch das Ministerium des Innern genehmigt und unter der Nr. 123 der Wappenrolle des Landes Mecklenburg-Vorpommern registriert. |

Historische Stadtwappen
| Wappen der Stadt Klütz 1943–1945 | Blasonierung: „In Gold eine ausgerissene grüne Eiche.“ |
| Wappen der Stadt Klütz 1943–1945 | Wappenbegründung: Das Wappen verlor schon bald nach dem Ende des II. Weltkrieges seine Gültigkeit. Das Wappen wurde von Hans Herbert Schweitzer gestaltet. Es wurde am 1. Oktober 1943 durch den Reichsstatthalter in Mecklenburg verliehen. |

| Wappen der Stadt Klütz von 1957 | Blasonierung: „In Gold, auf einem Silberfries sitzend, eine natürliche Eule; der Fries mit grünen Eichbäumen und -blättern im Wechsel belegt; im roten Schildfuß ein liegender schwarzer Schlüssel.“ |
| Wappen der Stadt Klütz von 1957 | Wappenbegründung: Seit 1943 führte Klütz eine grüne Eiche im goldenen Wappen. Da der Baum nicht traditionsgebunden für die Vergangenheit des Ortes war und keinen Bezug zum Ort hatte, wurde das Wappen 1957 neugestaltet. Das Eulenbildnis weist auf das „Uhlennest“ hin, wie Klütz seit dem vorigen Jahrhundert bezeichnet wird. Der Silberfries symbolisiert den waldreichen Klützer Winkel, während der Schlüssel auf die slawische Herkunft des Namens der Stadt hindeutet. Das Wappen entsprach allerdings nicht den heraldischen Gestaltungsgrundsätzen. Das Wappen wurde 1957 von der Stadt angenommen. |

### Flagge
Die Flagge ist längs gestreift von Grün, Gelb und Grün. Die grünen Streifen nehmen jeweils ein Zwölftel, der gelbe Streifen nimmt fünf Sechstel der Höhe des Flaggentuchs ein. In der Mitte des gelben Streifens liegt das Stadtwappen, das zwei Drittel der Höhe des Flaggentuchs einnimmt. Die Höhe des Flaggentuchs verhält sich zur Länge wie 3:5. Entworfen wurde die Flagge 2017 von Michael Zapfe, seit 2018 darf Klütz die Flagge nutzen.

### Dienstsiegel
Das Dienstsiegel zeigt das Stadtwappen mit der Umschrift „STADT KLÜTZ • LANDKREIS NORDWESTMECKLENBURG“.

### Städtepartnerschaft
Klütz pflegt mit Bad Arolsen (Hessen) eine Partnerschaft.

## Sehenswürdigkeiten und Kultur
→ Siehe auch Liste der Baudenkmale in Klütz

### Bauwerke
- Backsteinkirche St. Marien mit weit sichtbarem Turm, dreischiffiger Halle und eingerücktem Chor, stammt aus der Übergangszeit zwischen Spätromanik und Backsteingotik
- Schloss Bothmer, mehrflügeliger Bau, bis 1732 nach Plänen von Johann Friedrich Künnecke für Hans Caspar von Bothmer erbaut. Die Stadt wirbt deshalb mit der Bezeichnung Schlossstadt Klütz.
- Literaturhaus „Uwe Johnson“ in einem sanierten vierstöckigen früheren Bohnen- und Getreidespeicher von 1890
- Windmühle Klütz, restaurierte, in den 1980er Jahren zum Restaurant umgebaute Galerieholländermühle
- Katholische Kirche St. Mariä Himmelfahrt
- Modellpark mit Werken des 2011 aufgelösten Modellparks Mecklenburgische Seenplatte in Neubrandenburg
- Alte Molkerei aus Backstein, heute Kunst- und Kulturhaus, Lübecker Straße 3
- Alte Schmiede, Rudolf-Breitscheid-Straße 12
- Alte Schule, Boltenhagener Straße 18
- Ehemaliges Zollhaus, Rudolf-Breitscheid-Straße 1
- Reste der Burg Arpshagen (nach 1200 errichtet) mit Gutshaus (um 1900) im Westen der Stadt
- Herrenhaus Oberhof, zweigeschossiger, 13-achsiger Putzbau von 1780 mit neobarockem Umbau nach 1900, Park mit alten Baumbestand, heute Ferienwohnungen im Herren- und Kutscherhaus
- Bahnhof Klütz, Bahnhofstraße 4, steht unter Denkmalschutz
- Alter Friedhof an der Wismarschen Straße, Grabanlage von 1960, 1970 zur Gedenkstätte umgestaltet, mit Gedenkstein für 16 der über 7000 beim Untergang der Cap Arcona umgekommenen KZ-Häftlinge sowie Gräber eines namentlich bekannten Häftlings des KZ Dachau und eines unbekannten polnischen Zwangsarbeiters. Massengrab und Denkmal befinden sich in der Mitte des Hauptweges, dann seitlich.

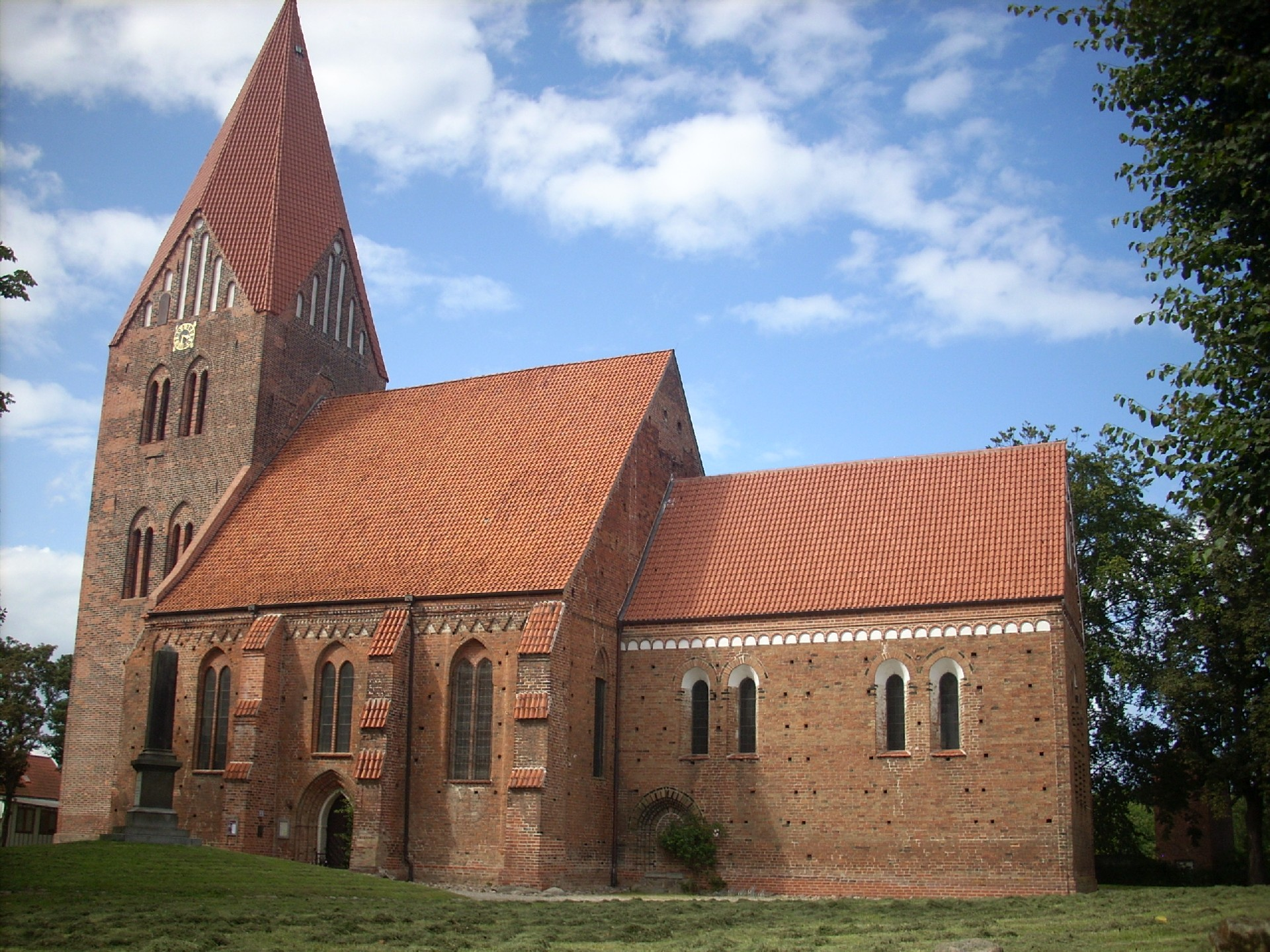
St.-Marien-Kirche
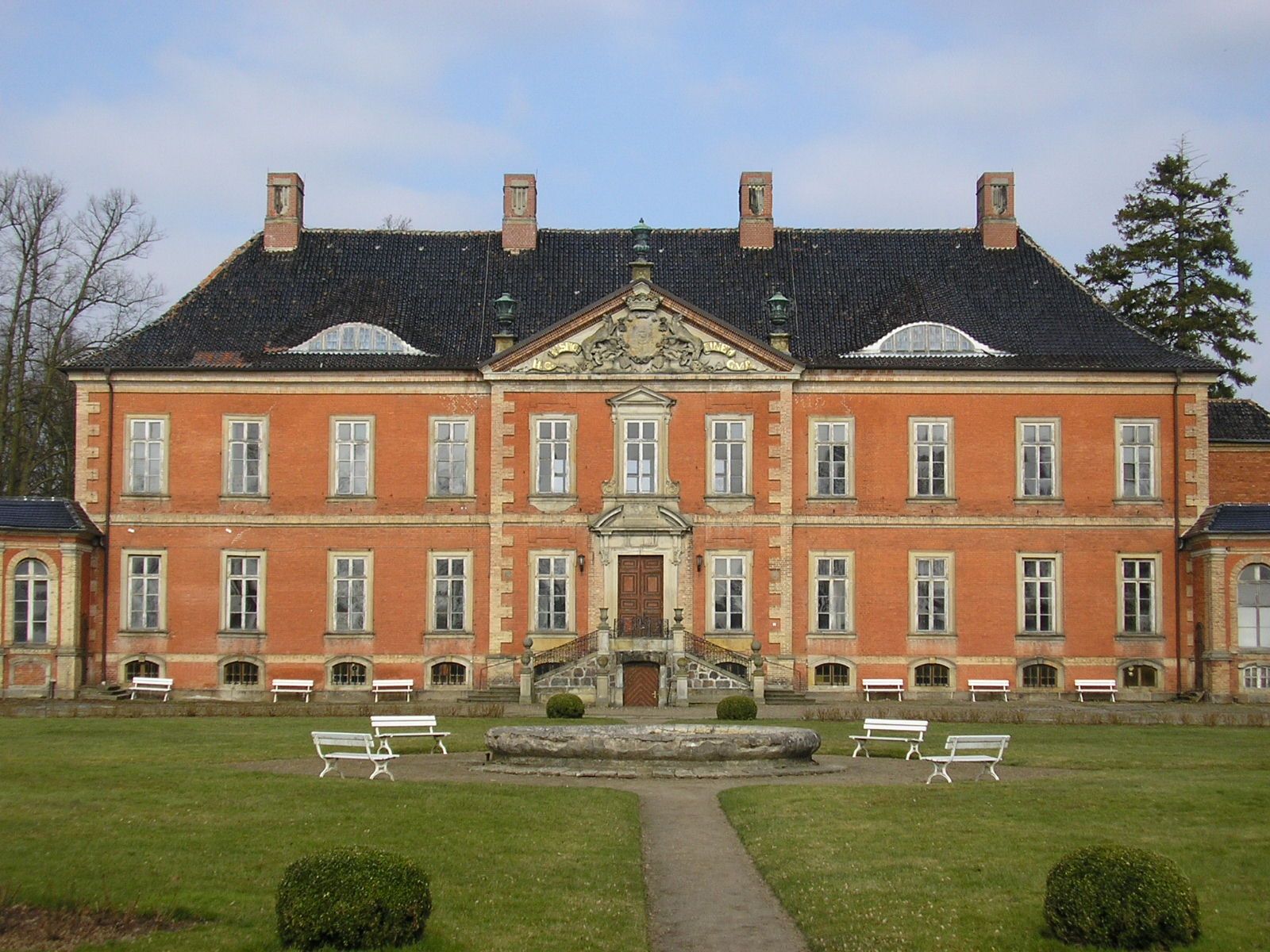
Schloss Bothmer
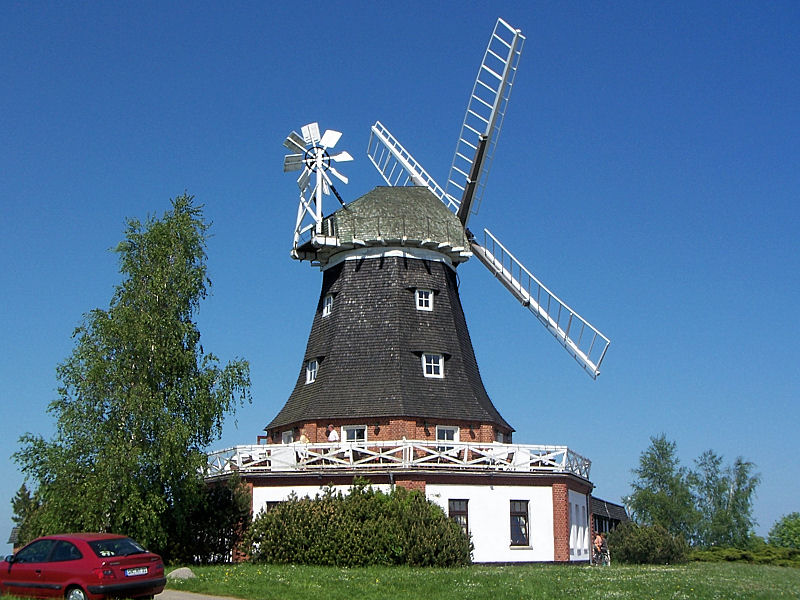
Galerieholländermühle
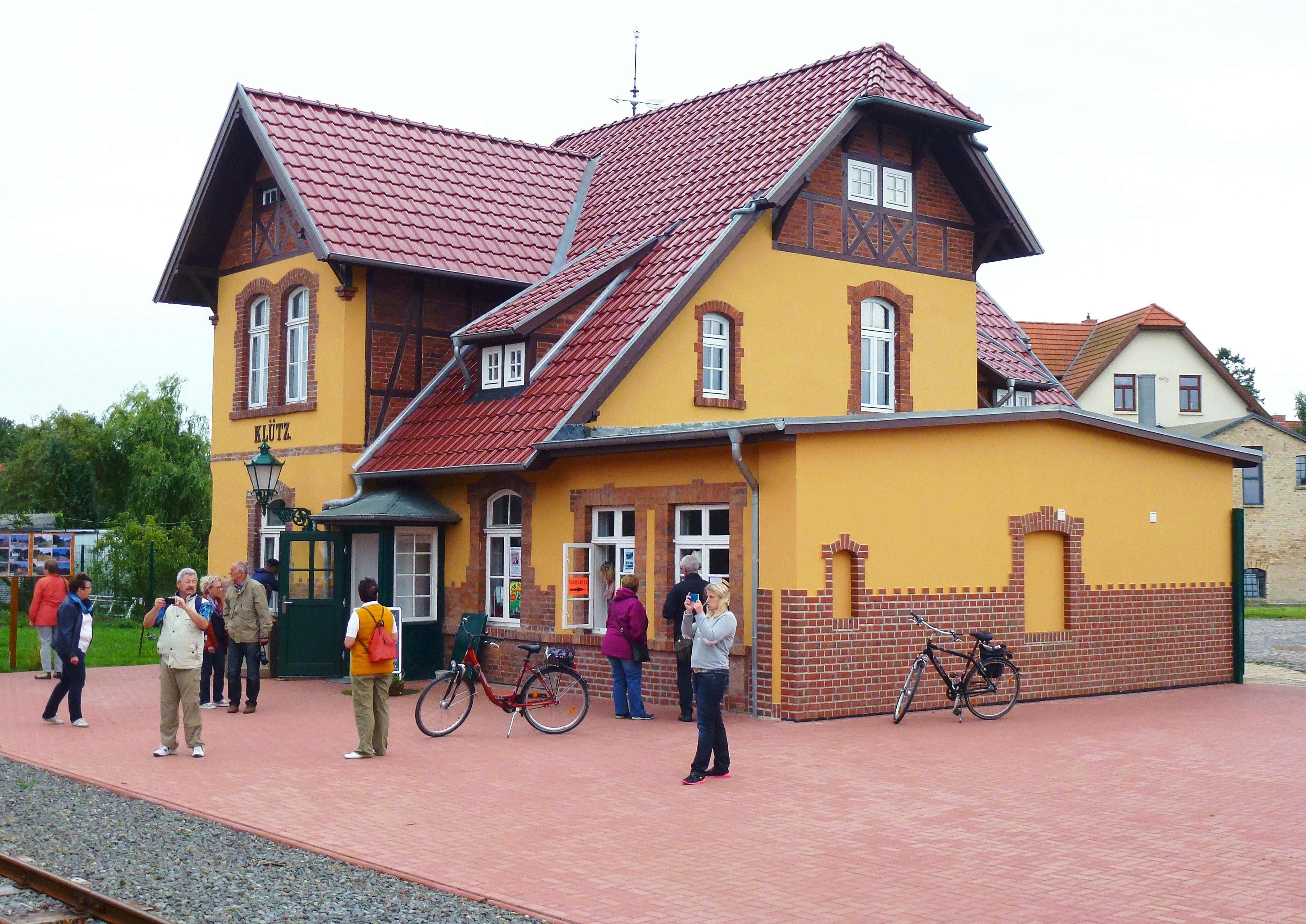
Bahnhof Klütz (2015)
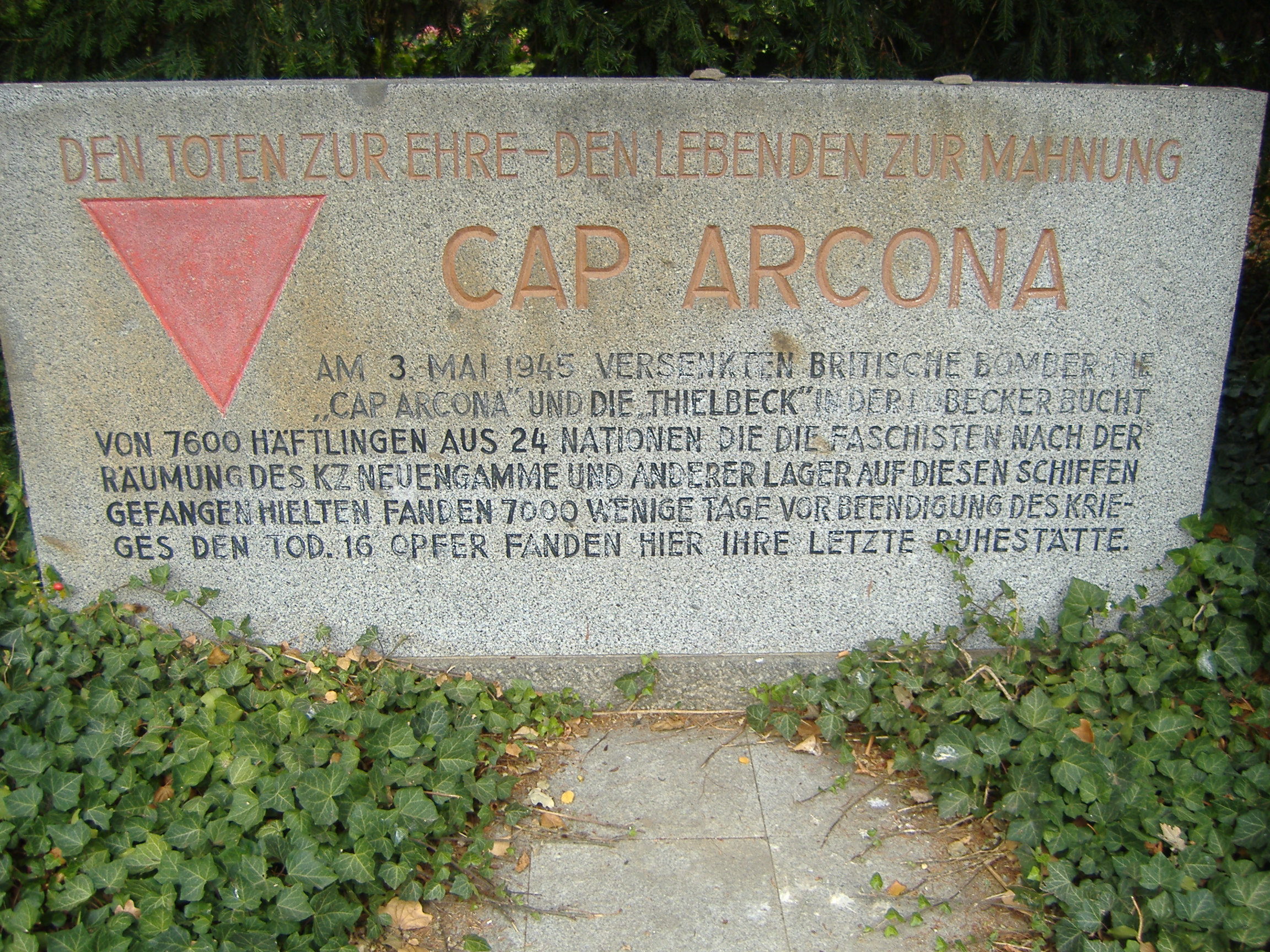
Ehrenmal für die Opfer der Cap Arcona
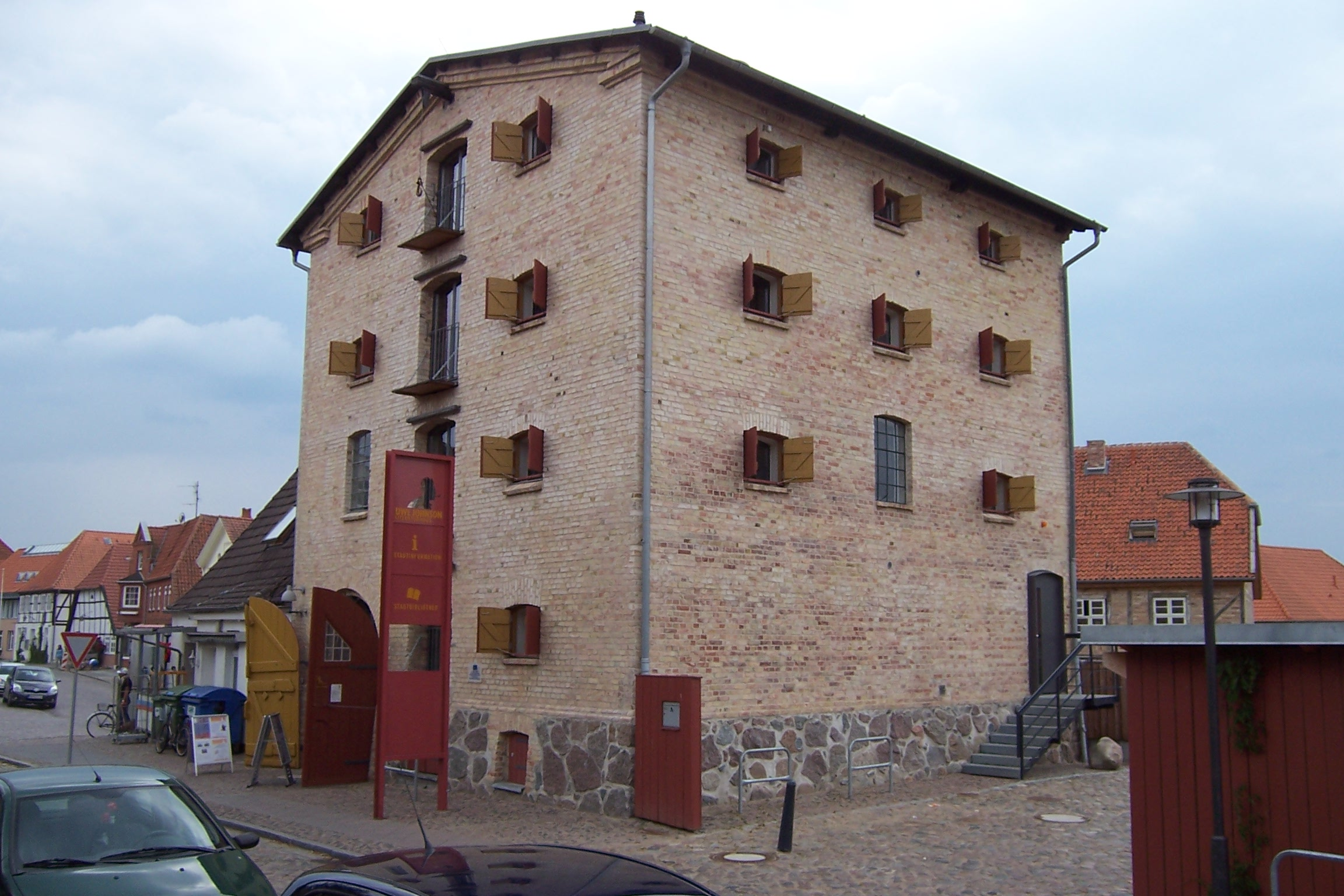
Literaturhaus

### Kultur
- Literaturhaus „Uwe Johnson“, dem Schriftsteller Uwe Johnson und seinem Werk gewidmet. Zwei Stockwerke beherbergen eine Dauerausstellung zu Johnson, außerdem werden Lesungen veranstaltet. Gleichzeitig dient das Haus als Bibliothek des Ortes.[16]
- Kunst- und Kulturhaus Industriedenkmal Alte Molkerei[17] mit monatlichem Programmkinoprogramm des Mobilen Kinos Filmklub Güstrow und des Landesverbandes Filmkommunikation Mecklenburg-Vorpommern, weitere kulturelle Veranstaltungen und Galerie

Klütz in der Literatur
Klütz ist das Jerichow im literarischen Werk Uwe Johnsons, die Stadt der Cresspahls in den Mutmassungen über Jakob und in den verfilmten Jahrestagen.

## Wirtschaft und Infrastruktur

### Unternehmen
In Klütz und Umgebung haben sich viele kleinere und mittlere Unternehmen angesiedelt. Der Tourismus mit Hotels, Gaststätten, Pensionen und Privatunterkünften hat erhebliche Bedeutung.

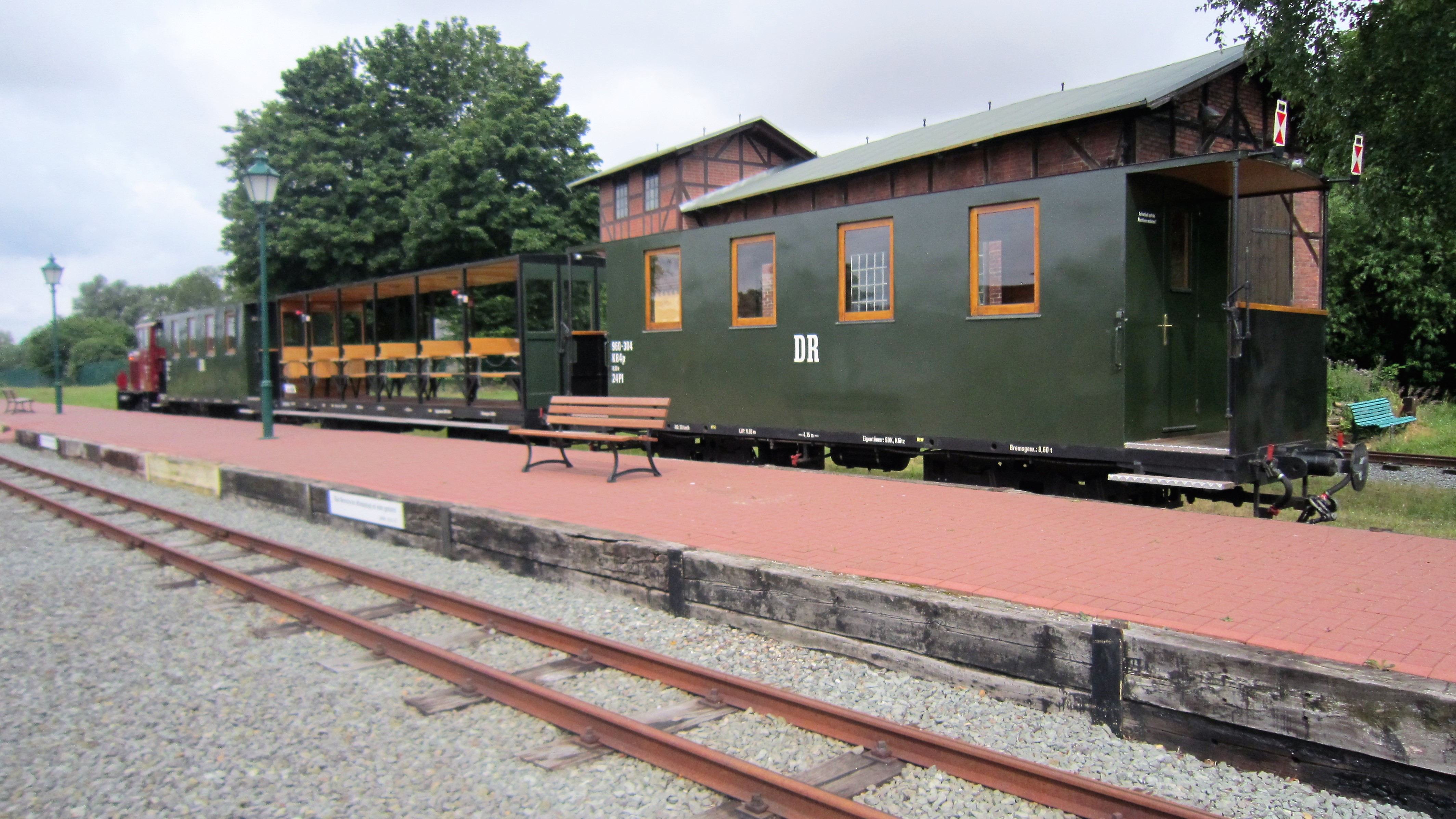
Zug „De Lütt Kaffeebrenner“ im Bahnhof Klütz

### Verkehr
Klütz liegt an der Landesstraße 01 zwischen Dassow und Wismar. Die nächstgelegene Autobahnanschlussstelle ist Grevesmühlen an der A 20 (Lübeck–Rostock).
Die Bahnstrecke Grevesmühlen–Klütz wurde 2006 abgebaut. 2012–2014 wurde die Verbindung zwischen Klütz und Reppenhagen als Schmalspurstrecke wieder aufgebaut und der Betrieb als touristische Bahn mit historischen Wagen aufgenommen.
Der nächstgelegene Bahnhof ist Grevesmühlen an der Bahnstrecke Lübeck–Bad Kleinen.

### Öffentliche Einrichtungen
- Amt Klützer Winkel, Schloßstraße 1
- Stadtbibliothek Klütz im Literaturhaus Uwe Johnson, Im Thurow 14
- Freiwillige Feuerwehr Klütz, An der Festwiese 3

### Bildung und Soziales
- Regionale Schule Klütz, Ganztagsschule ab 5. Klasse, Straße des Friedens 2
- Kinderkrippe und Kindertagesstätte Schlossspatzen, Pfarrhufe 4
- Jugendclub
- Seniorenheim
- DRK-Wohnanlage

### Sport
- SV Klütz, spielte in der Saison 2020/21 in der Fußball-Kreisoberliga Schwerin-Nordwestmecklenburg

## Persönlichkeiten

### Söhne und Töchter der Stadt
- Johann Dietrich Mellmann (1746–1801), Rechtswissenschaftler
- Johann Wilhelm Ludwig Mellmann (1764–1795), Altphilologe
- Carl Friederich Christian Kelling (1818–1898), Neuseeland-Einwanderer, Mitbegründer der deutschen Siedlung Ranzau bei Nelson
- Johann Friederich August Kelling (1820–1909), Neuseeland-Einwanderer, Mitbegründer der deutschen Siedlung Ranzau
- Carl Lueder (1840–1892), Konsularbeamter
- Kuno Leonhardt (1848–1931), Landtagsabgeordneter in Sachsen-Meiningen
- Emil Kloth (1864–1942), Gewerkschafter

### Mit Klütz verbundene Persönlichkeiten
- Carl Griewank (1795–1872), Propst in Klütz
- August Erdmann (1801–1883), Pastor in Klütz
- Martha Frahm (1894–1969), Mutter von Willy Brandt, besuchte die Volksschule in Klütz
- Simone Oldenburg (* 1969), Politikerin (Die Linke), Lehrerin in Klütz